# 安東莉奈
安東 莉奈（あんどう りな、2001年4月20日 - ）は、大分県出身の女子競輪選手。日本競輪選手会大分支部所属、ホームバンクは別府競輪場。日本競輪選手養成所第122期生。師匠は溝口香奈（108期）。

## 経歴
小学1年から中学3年までバレーボールに打ち込んでいたが、通学の問題で中学では希望したバレーボールの強豪校に進学できなかったこともあり、高校進学前にはバレーボールに対する情熱が冷めてしまう。そのとき知り合いから自転車競技を薦められ、別府競輪場で練習していた大分県立日出総合高等学校自転車部の姿を見て、自転車競技を始める。
日出総合高等学校高校には推薦入学で入学し、自転車部に入部。2018年インターハイケイリンで8位。高校2年生の時にガールズケイリン選手になることを決意。
高校3年時に日本競輪選手養成所第120回生試験を受験するも、二次試験で不合格となる。結果に大きく落ち込むも、そのとき大塚健一郎からメールで励まされたこともあり、気持ちを切り替え改めて翌年に再度同第122回生試験を受験。2021年1月14日、技能試験で合格。在所競走成績は8位（6勝）。
2022年4月30日、松戸競輪場でデビューし6着。初勝利は同年7月29日の玉野競輪場で挙げた。
開催が一緒になった加瀬加奈子に相談に乗ってもらった際に、加瀬と福井の選手を介して市田佳寿浩の下で指導を受けることとなり、2024年4月から福井でもアパートを借りて生活するようになる。その効果もあり7月20日、高知FII（ナイター）で初優勝を果たした。